# Eleição para governador de Nevada em 2006
A eleição para governador do estado americano do Nevada em 2006 foi realizada em 7 de novembro de 2006 para eleger o sucessor do republicano Kenny Guinn. O congressista Jim Gibbons foi eleito para o cargo.

## Candidatos

### Partido Democrata
- Dina Titus líder da minoria no senado
- James B. Gibson prefeito de Henderson
- Leola McConnell ativista liberal

### Partido Republicano
- Jim Gibbons representante do 2º Distrito de Nevada
- Robert Beers senador estadual
- Mimi Miyagi atriz pornô
- Lorraine Hunt então vice-governador
- Stanleigh Harold Lusak

### Partido Verde
- Craig Bergland ativista

### Partido Independente Americano
- Christopher Hansen

## Resultados
- Jim Gibbons 47,92%
- Dina Titus 43,92%
- Christopher H. Hansen 3,43%
- Craig Bergland 1,16%

Total:582.153